# Стад де Франсвіль
«Стад де Франсвіль» (фр. «Stade de Franceville») — стадіон у Франсвілі, у Габоні. Відкритий у січні 2012 року, місткість — 22 000 глядачів.
Використовувався під час Кубка африканських націй 2012. Перший матч було зіграно між збірними Габону та Судану. Матч завершився з рахунком 0–0.
Стадіон є одним з чотирьох, де проходить Кубок африканських націй 2017.